# Lardiers
 Lardiers  es una población y comuna francesa, situada en la región de Provenza-Alpes-Costa Azul, departamento de Alpes de Alta Provenza, en el distrito de Forcalquier y cantón de Saint-Étienne-les-Orgues.

## Demografía
| 82 | 71 | 63 | 77 | 99 | 124 |
| Para los censos de 1962 a 1999 la población legal corresponde a la población sin duplicidades (Fuente: INSEE [Consultar]) |    |    |    |    |     |